# Finnische Fußballnationalmannschaft (U-18-Junioren)
Die finnische U-18-Fußballnationalmannschaft ist eine finnische Fußballjuniorennationalmannschaft. Bis 2001 vertrat sie Finnland als Auswahlmannschaft in der U-18-Altersklasse insbesondere bei UEFA-Wettbewerben. Nach einer Erhöhung der Altersgrenze seitens der UEFA auf 19 Jahre werden seither lediglich Freundschaftsspiele des jüngeren Jahrgangs als Vorbereitung für die U-19-Nationalmannschaft bestritten.

## Geschichte
Die U-18-Auswahl trat 1970 erstmals beim UEFA-Juniorenturnier an, seit 1981 nahm sie regelmäßig an der Qualifikation zur neu eingeführten U-18-Europameisterschaft teil. Bis zur Erhöhung der Altersgrenze 2001 nahm die Auswahlmannschaft dreimal an der Endrunde teil, kam dabei jedoch jeweils nicht über die Gruppenphase hinaus. Zwischen der ersten Teilnahme bei der Endrunde 1982 als Gastgeber und der zweiten Teilnahme bei der vorletzten Austragung in der U-18-Altersklasse 2000 lagen 18 Jahre. Bei der letzten Austragung 2001 war die Mannschaft erneut als Gastgeber qualifiziert.

### Turnierbilanz bei U-18-Europameisterschaften
| 1981 | nicht qualifiziert |
| 1982 | Gruppenphase       |
| 1983 | nicht qualifiziert |
| 1984 | nicht qualifiziert |
| 1986 | nicht qualifiziert |
| 1988 | nicht qualifiziert |
| 1990 | nicht qualifiziert |
| 1992 | nicht qualifiziert |
| 1993 | nicht qualifiziert |
| 1994 | nicht qualifiziert |
| 1995 | nicht qualifiziert |
| 1996 | nicht qualifiziert |
| 1997 | nicht qualifiziert |
| 1998 | nicht qualifiziert |
| 1999 | nicht qualifiziert |
| 2000 | Gruppenphase       |
| 2001 | Gruppenphase       |